# Hawaiʻi State Route 450
Die Hawaiʻi State Route 450, in ihrem gesamten Verlauf auch als Kamehameha V. Highway bekannt, erschließt den Osten der Insel Molokaʻi im Bundesstaat Hawaiʻi.

## Verlauf
Die State Route beginnt im Nordosten in der Siedlung Hālawa, von wo aus sie, das Tal des Hālawa Stream verlassend, über das zentrale Gebirge der Insel führend bis zur Südküste weiterführt. Bis zu ihrem Ende in Kaunakakai folgt sie dem Küstenverlauf und durchquert auf ihrem 30 Meilen (48 Kilometer) langen Weg die Ortschaften Waialua, Pūkoʻo, ʻUalapuʻe und Kamalō.